# Osvaldo de León
Osvaldo de León  (Matamoros, Tamaulipas, 1984. május 6. –) mexikói színész, modell.

## Élete és pályafutása
1984. május 6-án született Tamaulipasban. 2007-ben a Palabra de mujer című telenovellában Ariel Castellanos szerepét játszotta. 2010-ben a Niña de mi corazónban játszott. 2011-ben az Una familia con suerte című sorozatban Tomást alakította.
2010-ben született egy fia Cecilia Suárez színésznőtől. Kapcsolata volt Esmeralda Pimentellel.

## Filmográfia

### Telenovellák
| Év        | Cím                                       | Szerep                      | Magyar hang     | Stúdió    |
| --------- | ----------------------------------------- | --------------------------- | --------------- | --------- |
| 2025      | Velvet: El nuevo imperio                  | Mateo Andrade               |                 | Telemundo |
| 2025      | Cautiva por amor                          | Santiago                    |                 | TV Azteca |
| 2023      | Minas de pasión                           | Leonardo Santamaría         |                 | Televisa  |
| 2023      | Perdona nuestros pecados                  | Gerardo Montero             |                 | Televisa  |
| 2021      | Diseñando tu amor                         | Héctor Casanova Morales     |                 | Televisa  |
| 2019      | Vészhelyzet Mexikóban                     | Sergio Avila                | Markovics Tamás | Televisa  |
| 2019      | Cuna de lobos                             | Luis Guzman                 |                 | Televisa  |
| 2017-2018 | Pillantásod nélkül (Sin tu mirada)        | Luis Alberto                | Szatory Dávid   | Televisa  |
| 2016      | Sueño de amor                             | Erasmo Gallo                |                 | Televisa  |
| 2015      | Veronica aranya (Lo Imperdonable)         | Daniel                      | Moser Károly    | Televisa  |
| 2014      | La Malquerida                             | Germán Palacios Salmerón    |                 | Televisa  |
| 2013      | Szerelem zálogba (Lo que la vida me robó) | Sebastián de Icaza          | Kossuth Gábor   | Televisa  |
| 2013      | Mentir para vivir                         | Leonardo Olvera de la Garza |                 | Televisa  |
| 2011-2012 | Una familia con suerte                    | Tomás Campos                |                 | Televisa  |
| 2010      | Niña de mi corazón                        | Juan Vicente Huerta         |                 | Televisa  |
| 2008-2009 | Juro que te amo                           | Rodrigo Charolet            |                 | Televisa  |
| 2007-2008 | Palabra de mujer                          | Ariel Castellanos           |                 | Televisa  |
| 2005      | Top models                                | Emiliano                    |                 |           |

## Díjak és jelölések
TVyNovelas-díj
| Év   | Kategória              | Telenovella            | Eredmény |
| ---- | ---------------------- | ---------------------- | -------- |
| 2012 | Legjobb fiatal színész | Una familia con suerte | Elnyerte |